# Ernst Preising
Ernst Preising (* 25. September 1911 in Osterode am Harz; † 12. August 2007 in Bispingen) war ein deutscher Pflanzensoziologe und Naturschützer in Niedersachsen.

## Leben
Preising studierte in Berlin Garten- und Landschaftsgestaltung, außerdem bei Reinhold Tüxen  Pflanzensoziologie. Er wurde 1940 zum Doktor der Landbauwissenschaft promoviert. Er hatte ab 1950 einen Lehrauftrag für Pflanzensoziologie, ab 1954 für Naturschutz an der damaligen Hochschule für Gartenbau und Landeskultur Hannover in Sarstedt, einer der Vorgänger der heutigen Fakultät  für Architektur und Landschaft der Universität Hannover.  Preising leitete ab 1954 die Landesstelle für Naturschutz und Landschaftspflege und die daraus hervorgegangene Fachbehörde für Naturschutz in Hannover bis zu seiner Pensionierung 1976. Dort hatte er als „jahrlang höchster beamteter Naturschützer“ Niedersachsens (Der Spiegel) großen Anteil am Aufbau der zeitweise für bundesdeutsche Verhältnisse starken Naturschutzverwaltung in Niedersachsen. Ehrenamtlich war Preising im „Bund für Naturschutz und Landschaftspflege in Niedersachsen“ (BfNL) aktiv, zu dessen Gründungsmitgliedern er gehörte und der später zum Landesverband Niedersachsen des Bund für Umwelt und Naturschutz (BUND) wurde. Er hatte besonderen Anteil an Planungen und Umsetzung zur Renaturierung von Heide- und Moorflächen unter anderem zur Rekultivierung der Roten Flächen im Naturschutzgebiet Lüneburger Heide, Flächen, die seit den 1930er Jahren zu militärischen Zwecken genutzt wurden.

## Werke
- Preising, Ernst, Hans-Christoph Vahle, Dietmar Brandes, Heinrich Hofmeister, Jes Tüxen, Heinrich E. Weber (1990–2012): Die Pflanzengesellschaften Niedersachsens. Bestandsentwicklung, Gefährdung und Schutzprobleme. 8 Bände. Naturschutz und Landschaftspflege in Niedersachsen 20, Heft 1–8. Hannover
- E. Preising, U. Hanstein, M. Lütkepohl, W. Pflug,  J. Prüter, J. Tönnießen, Entwicklungsziele für die im Eigentum des Vereins Naturschutzpark e.V. befindlichen „Roten Flächen“ im Naturschutzgebiet Lüneburger Heide, Verein Naturschutzpark e. V., Niederhaverbeck, Mai 1993

## Auszeichnungen
- 1978 Alexander-von-Humboldt-Medaille in Gold der Alfred-Toepfer-Stiftung[5]
- 1993 Reinhold-Tüxen-Preis der Stadt Rinteln[6]